# 007 Legends
007 Legends es un videojuego de disparos en primera persona lanzado el 25 de noviembre de 2012 en Norteamérica, el videojuego fue lanzado para celebrar el 50 aniversario de James Bond.
La historia consta de 6 misiones, Las misiones están basadas en las películas de James Bond. Goldfinger (Sean Connery), Al servicio secreto de Su Majestad (George Lazenby), Moonraker (Roger Moore), Licencia para matar (Timothy Dalton) y Die Another Day (Pierce Brosnan), además Skyfall está disponible cómo contenido descargable.
A causa de sus escasas ventas, Activision decidió cerrar la división de Eurocom.

## Argumento
El juego comienza con la secuencia de persecución inicial en Skyfall, en la que el agente del MI6 James Bond (imagen de Daniel Craig con la voz de Timothy Watson) persigue al mercenario Patrice en Estambul, solo para ser disparado y herido accidentalmente a bordo de un tren por su compañera Eve Moneypenny (Naomie Harris). Sumergiéndose en el río de abajo, Bond comienza a retroceder a varias de sus misiones anteriores que tuvieron lugar entre Quantum of Solace y Skyfall. Sin embargo, con el lanzamiento de Spectre, el juego se convirtió en no canon. 
En Miami, Bond se despierta en una habitación de hotel y encuentra a Jill Masterson muerta por asfixia en la piel, cubierta con pintura dorada. Días después, en Suiza, Bond se infiltra en las instalaciones de Auric Goldfinger (Timothy Watson, parecido a Gert Frobe), el hombre responsable de la muerte de Masterson. Él descubre el plan de Goldfinger para irradiar el depósito de oro de los Estados Unidos en Fort Knox, Kentucky, en la Operación Grand Slam. Bond logra convencer al piloto personal de Goldfinger, Pussy Galore (semejanza de Honor Blackman, voz de Natasha Little), para que informe a la CIA, y él y el ejército de los Estados Unidos logran frustrar el plan de Goldfinger en el último momento.
En los Alpes suizos, Bond y su amante Contessa Teresa "Tracy" di Vicenzo (semejanza de Diana Rigg, voz de Nicola Walker), hija del jefe italiano Unione Corse Marc-Ange Draco, escapan en esquís después de un ataque de soldados bajo órdenes de Ernst Stavro Blofeld (Glenn Wrage), un cerebro terrorista que reside en la cima de su montaña guarida, Piz Gloria. Bond resulta herido por un helicóptero artillado durante los disparos y, a su vez, Tracy es capturada por los hombres de Blofeld. Algún tiempo después, Bond y Draco lideran un ataque aéreo a Piz Gloria para rescatar a Tracy, el cual es un éxito. Sin embargo, en su luna de miel, Bond y Tracy son atacados por Blofield y ella muere.
Bond encuentra a su amigo agente de la CIA, Felix Leiter (Demetri Goritsas), mutilado en su casa junto a su esposa muerta. El hombre responsable es Franz Sanchez (semejanza de Robert Davi, voz de Rob David), un narcotraficante mexicano a quien Bond y Leiter intentaron acabar sin éxito semanas antes. En busca de venganza, Bond y la agente de la DEA Pam Bouvier (Carey Lowell) se infiltran en las instalaciones de Sánchez ubicadas dentro de un antiguo templo de Otomi con la intención de matarlo. Se produce una persecución en coche y Bond mata a Sánchez con el encendedor que le dio Félix cuando Bond lo encontró en el suelo.
En Islandia, Bond y la agente de la NSA Giacinta "Jinx" Johnson (Madalena Alberto) llegan a una fiesta organizada por el filántropo multimillonario Gustav Graves (Toby Stephens]), de quien se cree que está involucrado en el robo de componentes de satélites militares. Jinx ve a Zao (Jason Wong), un agente deshonesto del Ejército Popular de Corea que mató a dos de los colegas de Jinx, y cree que puede estar involucrado. Se enteran de que Graves planea armar ICARUS, un satélite utilizado para reflejar la luz solar, con el fin de destruir las fuerzas surcoreanas en la DMZ, abriendo el camino para una invasión norcoreana del Sur. Bond y Jinx logran abordar el avión de Graves después de una larga persecución en automóvil con su Aston Martin DBS V12, matando a Zao en el proceso. El tiroteo que sigue hace que el avión se dirija hacia abajo en picada, pero Bond logra matar a Graves y escapar con Jinx.
En Brasil, Bond y Holly Goodhead (Jane Perry), una científica de la NASA que trabaja como agente de la CIA, se infiltran en las instalaciones de lanzamiento de cohetes de Hugo Drax ( Michael Lonsdale), un industrial multimillonario que ha iniciado su propio programa privado de exploración espacial. Rápidamente se enteran de que Drax, un darwinista social retorcido, tiene la intención de acabar con la raza humana mientras crea su propia nueva "raza maestra" a partir de especímenes seleccionados personalmente, salvados de la destrucción de la Tierra a través de armas biológicas a bordo. Bond y Goodhead logran subir a bordo de la estación a través de un transbordador y proceden a destruirla, matando a Drax en el proceso al sacarlo de una esclusa de aire.
De vuelta al presente, Bond recupera la conciencia en la orilla del río, herido, pero vivo. Unos días después, se lo ve en Shanghai, siguiendo a Patrice para evitar el asesinato de una figura desconocida. Bond tiene éxito, pero patea a Patrice de un edificio hasta su muerte antes de enterarse de la identidad de su empleador. Después de terminar su informe a M (Judi Dench) por teléfono, Bill Tanner (Rory Kinnear) le informa que le espera otra misión.

## Modo de juego
El modo de juego de 007 Legends es muy parecido al de  Goldeneye 007, pero con pequeñas diferencias. Además 007 Legends tiene más modos de juego: hay un nuevo modo de sigilo en donde el jugador tendrá que evitar que el enemigo lo vea, también hay niveles del juego donde el jugador tendrá que investigar y recolectar objetos para pasar el nivel, asimismo el juego también incluirá nuevas herramientas, como pistolas con dardos tranquilizantes o lentes de visión nocturna.
Otra adición notable son los puntos XP (puntos de experiencia). El jugador podrá utilizar los puntos XP para comprar armas, habilidades y municiones.

### Desafíos
Al igual que en Goldeneye 007, el jugador podrá realizar misiones extras llamadas MI6 Ops Missions, donde el jugador tendrá que eliminar cierto número de enemigos, y proteger bases de MI6, estas misiones pueden llegar a ser difíciles y ciertas veces frustrantes. Además el jugador podrá mostrar sus puntuaciones en línea.

### Modo multijugador
007 Legends tendrá las mismas misiones que Goldeneye 007, aunque con algunas modificaciones notables.

## Reparto
En el videojuego, James Bond aparece representado físicamente como Daniel Craig, pero con la voz de Timothy Watson. Todos los personajes aparecen representados por los actores que los interpretaron en las películas originales, las cuatro excepciones son el villano Ernst Stavro Blofeld, las chicas Bond Goodhead Holly y Jinx, y el agente de la CIA Felix Leiter; quienes fueron representados en el videojuego por Donald Pleasence, Jane Perry, Gabriela Montaraz y Demetri Goritsas respectivamente.
| Personaje            | Aspecto físico    | Voz              |
| -------------------- | ----------------- | ---------------- |
| James Bond           | Daniel Craig      | Timothy Watson   |
| M                    | Judi Dench        | Judi Dench       |
| Bill Tanner          | Rory Kinnear      | Rory Kinnear     |
| Hugo Drax            | Michael Lonsdale  | Michael Lonsdale |
| Holly Goodhead       | Jane Perry        | Jane Perry       |
| Tracy Draco          | Diana Rigg        | Nicola Walker    |
| Pam Bouvier          | Carey Lowell      | Carey Lowell     |
| Franz Sánchez        | Robert Davi       | Robert Davi      |
| Dario                | Benicio del Toro  |                  |
| Ernst Stavro Blofeld | Donald Pleassance | Glenn Wrage      |
| Gustav Graves        | Toby Stephens     | Toby Stephens    |
| Zao                  | Rick Yune         | Jason Wong       |
| Jinx                 | Gabriela Montaraz | Madalena Alberto |
| Auric Goldfinger     | Gert Fröbe        | Timothy Watson   |
| Pussy Galore         | Honor Blackman    | Natasha Little   |
| Felix Leiter         | Demetri Goritsas  | Demetri Goritsas |
| Oddjob               | Harold Sakata     |                  |
| Jaws                 | Richard Kiel      | Richard Kiel     |
| Eve Moneypenny       | Naomie Harris     | Naomie Harris    |
| Patrice              | Ola Rapace        |                  |